# Hyphodontia crustosoglobosa
Hyphodontia crustosoglobosa är en svampart som beskrevs av Hallenb. & Hjortstam 1996. Hyphodontia crustosoglobosa ingår i släktet Hyphodontia och familjen Schizoporaceae.   Inga underarter finns listade i Catalogue of Life.